# Karl Gerbig
Karl Gerbig (* 6. Februar 1888 in Eberswalde; † 17. Januar 1971 ebenda) war ein deutscher Orgelbauer in Eberswalde.

## Leben
Er lernte Orgelbau zunächst bei Albert Kienscherf in Eberswalde und ging dann zu den Firmen Sauer in Frankfurt (Oder), Klais in Bonn, Rother in Hamburg und Schuke in Potsdam. Danach kehrte Karl Gerbig zu Kienscherf nach Eberswalde zurück und war dort Mitarbeiter.
1928 übernahm er die Werkstatt in der Jüdenstraße und führte sie als A. Kienscherf Nachf., Inh. Karl Gerbig weiter. 1961 verlegte er diese in die Weinbergstraße. 1965 übernahm Ulrich Fahlberg die Firma als Eberswalder Orgelbauwerkstatt.

## Orgeln (Auswahl)
Von Karl Gerbig sind wenige Neubauten in Eberswalde und Umgebung bekannt, der Hauptschwerpunkt seiner Arbeit waren Reparaturen und Pflege historischer Orgeln.
Orgelneubauten
| Jahr         | Ort                    | Gebäude            | Bild | Manuale | Register | Bemerkungen                                                              |
| ------------ | ---------------------- | ------------------ | ---- | ------- | -------- | ------------------------------------------------------------------------ |
| 1929         | Neutornow              | Dorfkirche         |      | II/P    | 11       | 2010 restauriert durch Eberswalder Orgelwerkstatt                        |
| 1950         | Eberswalde             | St. Peter und Paul |      | II/P    | 16       | 1999 Restaurierung und Veränderungen durch Eberswalder Orgelbauwerkstatt |
| 1950         | Himmelpfort, Uckermark | Klosterkirche      |      | I/P     | 9        | [ 3 ]                                                                    |
| 1950er Jahre | Prötzel                | Schlosskirche      |      | I/P     | 7        | 2009/2011 restauriert durch Eberswalder Orgelbauwerkstatt                |
| 1958         | Sternebeck             | Kirche             |      | I/p     | 4        |                                                                          |
| 1961         | Grünow, Uckermark      | Dorfkirche         |      | I/P     | 5        | 1997 restauriert durch Eberswalder Orgelbauwerkstatt                     |